# Стевовић
Стевовић је српскохрватско презиме настало од мушког имена Стево. Познати људи са овим презименом су:
- Марко Стевовић (1996), српски алпски скијаш
- Ратко Стевовић (1956), црногорски фудбалски менаџер